# Cucudeta
Genre
Cucudeta est un genre d'araignées aranéomorphes de la famille des Salticidae.

## Distribution
Les espèces de ce genre sont endémiques de Papouasie-Nouvelle-Guinée,.

## Liste des espèces
Selon World Spider Catalog (version 18.0, 28/03/2017) :
- Cucudeta gahavisuka Maddison, 2009
- Cucudeta uzet Maddison, 2009
- Cucudeta zabkai Maddison, 2009

## Publication originale
- Maddison, 2009 : New cocalodine jumping spiders from Papua New Guinea (Araneae: Salticidae: Cocalodinae). Zootaxa, no 2021, p. 1-22.